# Гиперэкстензии
Гиперэксте́нзии (от англ. hyperextension — «переразгибание, перерастяжение») — изолированное физическое упражнение для развития выпрямителей спины.

## Техника

Выполнение упражнения на тренажёре "Гиперэкстензия"

Упражнение может выполняться как на римском стуле, так и без него. Человек, упираясь бёдрами в опору и закрепив ноги, находясь в согнутом положении головой вниз, начинает поднимать туловище и руки за счёт мышцы, выпрямляющей позвоночник. Движение продолжается до полного выпрямления спины без выгибания головы в верхней точке. Для повышения действенности упражнения, большей выносливости или гипертрофии мышц следует добавить отягощение.

## Варианты выполнения
Вариантом выполнения упражнения является поочерёдное поднятие противоположных рук и ног во время гиперэкстензий. Уводя ногу, мы увеличиваем нагрузку на ягодичные мышцы и заднюю поверхность бедра. Также можно активно задействовать плечевые суставы, отводя руки назад во время выпрямления, вплоть до касания кистями ягодиц, а затем снова вернуть назад.
Уровень трудности выполнения упражнения задаётся количеством подходов и повторений в них, а также весом отягощения.